# Casa Muxarabi
A Casa Muxarabi, também conhecida como Casa do Muxarabiê, é um casarão histórico, construída em meados do século XVIII para servir de residência. Localiza-se na cidade de Diamantina, no estado de Minas Gerais. É um patrimônio histórico tombado pelo Instituto do Patrimônio Histórico e Artístico Nacional (IPHAN), na data de 28 de junho de 1950, sob o processo de nº 429.T
De propriedade do Instituto do Patrimônio Histórico e Artístico Nacional (IPHAN), atualmente abriga a Biblioteca Antônio Torres.

## Arquitetura
O sobrado de dois pavimentos possui arquitetura colonial. As paredes externas foram construídas em pau a pique e o piso interno de madeira. Na fachada, o primeiro pavimento possuí três portas e o pavimento superior possui três portas que dão acesso há sacadas estreitas de madeira, Na sacada da esquerda, foi utilizado uma treliça tipo muxarabi. Todas as portas da fachada possuem arremate em cimalha e verga em arco na parte superior.
Na restauração feita pelo Instituto do Patrimônio Histórico e Artístico Nacional (IPHAN), a parede externa sofreu algumas alterações, sendo construída com alvenaria de tijolos.

## Biblioteca Antônio Torres
A Biblioteca Antônio Torres possui em seu acervo, livros, jornais e documentos sobre a cidade de Diamantina. Esse acervo era de propriedade do escritor e jornalista Antônio Torres. A biblioteca é aberta ao público, com entrada gratuita. Não há visitas guiadas.